# Paul Yaki
André Rougé dit Paul Yaki (1883-1964) est un écrivain et conférencier français, fondateur du musée de Montmartre.

## Biographie
Originaire du Sud-Ouest, Paul Yaki devient fonctionnaire des PTT, tout en menant une intense activité littéraire et artistique, d'abord au sein de l'administration qui l'emploie, où il anime une société savante, puis à Montmartre, où il s'installe, vers 1906, dévouant toute sa vie à faire en sorte que l'on préserve la mémoire de ce quartier de Paris. Amedeo Modigliani fit son portrait en novembre 1915, en présence de Max Jacob. Yaki, qui composa lui-même quelques tableaux inspirés de la Butte, rejoint la société Le Vieux Montmartre dont il devient président en 1935 et ce, jusqu'à sa mort, publiant dans l'intervalle et, entre autres, Le Montmartre de nos vingt ans (1933), un recueil de souvenirs qui reçut un bel accueil critique. Il organise de nombreuses conférences sur la vie artistique montmartroise. En 1960, lui et cette association voient aboutir un projet de longue haleine, l'inauguration du musée du Vieux Montmartre. Paul Yaki en préface le premier catalogue ; le premier conservateur est l'urbaniste Claude Charpentier (1909-1995).
Sa tombe se trouve au cimetière Saint-Vincent de Montmartre.
Le musée de Montmartre lui consacre une salle en son honneur.

## Écrits
- La Belle Paule, en 4 actes en vers, Toulouse, La Revue méridionale, 1905.
- La Pompadour, Paris, Librairie universelle, 1906.
- La Belle Ferronnière, Paris, Librairie universelle, 1906.
- Annuaire de « La Boîte aux lettres », Paris, Société littéraire des postes, télégraphes et téléphones, 1909.
- Le Montmartre de nos vingt ans, préface de Francis Carco, illustrations de Maurice Drouard, portrait de l'auteur par Modigliani, Paris, Jules Tallandier, 1933 — nombreuses rééditions.
- Montmartre, terre des artistes, dessins originaux de Asselin, Andrey-Prévost, Aujame, Berthomme Saint-André, Collamarini, Camoin... [et al.] et un portrait de l'auteur par Max Jacob, Paris, Georges Girard, 1947.
- Milord l'Arsouille, Paris, La Nouvelle édition, 1948.
- Rosalie la princesse russe, une « biche » du Second Empire, Brest, Nouvelles éditions bretonnes, 1955.
- [préface] René Rochette, Petits portraits..., Paris, Les Écrivains associés, 1958.